# Tapuruquara Airport
Tapuruquara Airport är en flygplats i Brasilien.   Den ligger i kommunen Santa Isabel do Rio Negro och delstaten Amazonas, i den nordvästra delen av landet, 2 500 km nordväst om huvudstaden Brasília. Tapuruquara Airport ligger 45 meter över havet.
Terrängen runt Tapuruquara Airport är platt. Trakten runt Tapuruquara Airport är nära nog obefolkad, med mindre än två invånare per kvadratkilometer.. Närmaste större samhälle är Santa Isabel do Rio Negro, 4,7 km sydväst om Tapuruquara Airport.
I omgivningarna runt Tapuruquara Airport växer i huvudsak städsegrön lövskog.